# Phylactella megarensis
Phylactella megarensis är en mossdjursart som beskrevs av Rosso 2004. Phylactella megarensis ingår i släktet Phylactella och familjen Smittinidae. Inga underarter finns listade i Catalogue of Life.